# Agdistis spinosa
Agdistis spinosa là một loài bướm đêm thuộc họ Pterophoridae. Loài này có ở Nam Phi và Namibia.